# Catasetum carolinianum
Catasetum carolinianum är en orkidéart som beskrevs av Francisco E.L.de Miranda och Kleber Garcia de Lacerda. Catasetum carolinianum ingår i släktet Catasetum och familjen orkidéer. Inga underarter finns listade i Catalogue of Life.